# 마르틴 빌헬름 쿠타

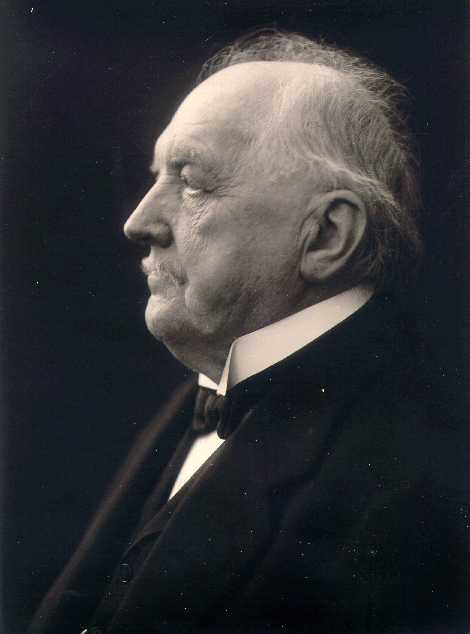

마르틴 빌헬름 쿠타(Martin Wilhelm Kutta)는 독일의 수학자이다. 수치해석학의 룽게-쿠타 방법을 개발하였다.

## 같이 보기
- 룽게-쿠타 방법
- 쿠타-주콥스키 정리(니콜라이 주콥스키와 공동으로 기여)